# Танџерин (Флорида)
Танџерин (енгл. Tangerine) насељено је место без административног статуса у америчкој савезној држави Флорида.

## Демографија
По попису из 2010. године број становника је 2.865, што је 2.039 (246,9%) становника више него 2000. године.
| Група             | 2000.       | 2010.         |
| Белци             | 715 (86,6%) | 1.613 (56,3%) |
| Афроамериканци    | 27 (3,3%)   | 587 (20,5%)   |
| Азијати           | 13 (1,6%)   | 25 (0,9%)     |
| Хиспаноамериканци | 66 (8,0%)   | 627 (21,9%)   |
| Укупно            | 826         | 2.865         |